# Лунният камък (роман)
Лунният камък (на английски: The Moonstone) на Уилки Колинс е британски роман от XIX век. Смята се, че е първият детективски роман и установява много от основните правила на модерния детективски роман. Историята е първоначално отпечатана в списанието на Чарлз Дикенс „През цялата година“. „Лунният камък“ и „Жената в бяло“ са смятани за най-добрите романи на Колинс. Той успява да адаптира романа за сцената през 1877 г., въпреки че продукцията се задържа само за два месеца. По книгата по-късно са направени множество филми на различни езици, включително телевизионният театър на български език през 1982 г.